# Château de la Chèvre d'Or
Le Château de la Chèvre d’Or est un hôtel-restaurant de luxe, situé vers la cité médiévale d’Èze, dans les Alpes-Maritimes.

## Historique
D’abord propriété privée, le Château de la Chèvre d’Or tel qu’il avait été dénommé par l’un de ses acquéreurs au début du XXe siècle, le violoniste yougoslave Zlatko Balokovic,, est devenu un restaurant gastronomique puis un hôtel dans les années 1950. L’hôtelier Robert Wolf, séduit par le château, l’achète en 1953 et le transforme en restaurant. La renommée de l’établissement prend une dimension internationale, en 1956, grâce à la venue de Walt Disney. Dès lors les journalistes du monde entier se pressent pour interviewer Robert Wolf, qui acquiert, peu à peu, des maisons particulières et les transforme en chambres d’hôtel individuelles. L’hôtel devient une des 6 étapes de «La Route du Bonheur» fondée en 1954 par Marcel Tilloy à l’origine de la chaîne des Relais & Châteaux. En 1960, Bruno Ingold, consul d’Afrique du Sud à Monaco, conseiller du prince de Monaco, s’associe à son ami Robert Wolf pour développer la partie hôtelière qui compte six chambres, et pour promouvoir l'établissement.
Le lieu est fréquenté par des personnalités telles que des acteurs ou réalisateurs du monde du cinéma, notamment pendant le festival de Cannes, et d'autres,,. En 2007, le film américain The Bucket List (Sans plus attendre en version française), inclut une scène au Château de la Chèvre d’Or. Jack Nicholson et Morgan Freeman y incarnent des personnages, à qui il ne reste que quelques mois à vivre : ils dressent une liste de lieux mythiques qu'ils parcourent.
Le château offre des jardins en restanques, des bâtisses médiévales, des ruelles, des maisons aux pierres apparentes et une vue panoramique sur la mer méditerranée,.

## Le restaurant gastronomique
Le restaurant La Chèvre d’Or ouvert en 1953 est devenu un lieu connu des gastronomes,. Il obtient sa première étoile au guide Michelin en 1975,. Élie Mazot, arrivé aux commandes des cuisines en 1977, maintient durant plus de vingt ans l’étoile acquise, avant de céder sa place le 1er février 1998 à Jean-Marc Delacourt.
En 2000, le chef Jean-Marc Delacourt apporte une 2e étoile à la table de La Chèvre d’Or dans ce guide Michelin. De 2003 à 2009, les cuisines sont reprises par Philippe Labbé (Plaza Athénée, Château de Bagnols) plaçant la table dans la catégorie des quatre toques à 19/20 au guide gastronomique GaultMillau 2009.
En 2010, Fabrice Vulin reprend les cuisines des différents restaurants que compte le Château de La Chèvre d’Or. Ronan Kervarrec, un temps son second, lui succède quelques années plus tard. Et depuis juillet 2016, c'est le chef Arnaud Faye qui dirige les cuisines,.

## Les chambres et suites
L’hôtel propose 40 chambres et suites, toutes disséminées dans le cœur du village, qui ont toutes un décor différent. Les 8 suites portent le nom d’un célèbre artiste ayant séjourné à Èze et sa région (Nietzsche, Barlow, Jean Cocteau, etc).